# Основна частота

Вібрація і стоячі хвилі на струні, основна і 6 обертонів

Основну частоту (англ. fundamental frequency, F-Zero) — часто визначають як найнижчу частоту хвилі періодичної форми. у термінах суперпозиції синусоїд (наприклад ряд Фур'є), основна частота є найнижчою частотою в сумі. У деяких випадках, основна частота скорочено вказується як f0 (або FF), що позначає найнижчу частоту рахуючи від нуля. Іноді її скорочують як  f1, перша гармоніка. (Тоді друга гармоніка f2 = 2⋅f1 і т.д.)
Всі синусоїдальні та багато несинусоїдальних форм хвиль є періодичними, тобто точно повторюються  з часом. Один період є найменшою одиницею повторення функції і повністю описує функцію. Періодичність функції можна показати знайшовши деякий період T для якого таке рівняння істинне:
{\displaystyle x(t)=x(t+T)\ \forall t\in \mathbb {R} }
Це означає, що для часу кратного деякому періоду T значення сигналу завжди однакове. Найменше можливе значення T для якого це так називається фундаментальним періодом і фундаментальною частотою (f0) є:
{\displaystyle f_{0}={\frac {1}{T}}\times 0.5}

## В музичній акустиці
В музичній акустиці основна частота відповідає тону, що сприймається як найнижчий із частотних компонентів звуку з гармонічним спектром (гармонічного тону). Основна частота утворюється коливанням струни або стовпу повітря музичного інструмнта у повному об'ємі, тоді як інші частотні компоненти утворюються коливанням струни або стовпу повітря частинами та відповідають частотам, які утворюють з основною частотою кратні, або (у багатьох музичних інструментах) близькі до кратних відношення.
Фундаментальна частота в музичній практиці часто називається основним тоном (проте не ідентична поняттю основного тону в гармонії) або також першою гармонікою. Інші гармоніки нумеруються відповідно до їх появи над основною.